# Пальмасес-де-Хадраке
Пальмасес-де-Хадраке (ісп. Pálmaces de Jadraque) — муніципалітет в Іспанії, у складі автономної спільноти Кастилія-Ла-Манча, у провінції Гвадалахара. Населення — 74 особи (2010).
Муніципалітет розташований на відстані близько 100 км на північний схід від Мадрида, 50 км на північний схід від Гвадалахари.

## Демографія
Динаміка населення (INE ):